# Aeroport de Manchester
L'Aeroport de Manchester (codi IATA: MAN, codi OACI: EGCC) (en anglès: Manchester Airport) és un aeroport international. És al poble de Ringway, a 13,9 km al sud-oest del centre de la ciutat de Manchester. L'aeroport és operat i propietat de Manchester Airports Group, una companyia de l'ajuntament de Manchester.
L'Aeroport de Manchester és el quart aeroport més transitat del Regne Unit en termes de tràfic de passatgers, després dels aeroports londinencs de Heathrow, Gatwick i Stansted, i el 24è més transitat d'Europa. El 2023 va servir 28,1 milions de passatgers. En nombre de moviments d'aeronaus, ocupa la tercera posició en el rànquing del Regne Unit.

## Història
Quan l'aeròdrom de Barton, estrenat el 1930, començava a fer-se massa petit, el 1934 el consell municipal de Manchester va decidir de construir-ne un de now a Ringway. Les obres van començar el 28 de novembre de 1935 i es va inaugurar com a «Ringway Airport» el 25 de juny de 1938.
A la primeria de la Segona Guerra Mundial, el 1939 les operacions civils s'hi van aturar i la Royal Air Force hi va construir una base RAF Ringway. Va tenir un paper clau en el conflicte com a escola d'entrenament per a la Força Aèria i s'hi van fer les primeres proves de planadors militars el 1940.
Després de la guerra, les operacions civils van reprendre i l'aeroport va créixer molt. El 30 d'octubre s'hi enlaira el primer vol regular transatlàntic cap a l'Aeroport Idlewild de Nova York, amb un Douglas DC de Sabena. L'abril de l'any 1958, la pista d'aterratge ampliada permet vols directes a Amèrica del Nord i l'aeroport comença a operar les 24 hores del dia. El 1962, es va inaugurar la primera terminal. El 17 d'agost de 1982, la pista principal es va ampliar fins als 3.048 metres i l'aeroport pot gestionar vols de llarga distància des d'arreu del món. El nombre de passatgers continua creixent, i es va construir una segona terminal i una estació de tren l'any 1993. El 1997 es va començar a construir una segona pista d'aterratge que es va inaugurar el 2001. Des de l'1 de setembre de 2010, l'aerolínia Emirates va començar a utilitzar l'Airbus A380 en la ruta des de Dubai.

## Terminals
- Terminal 1: va ser inaugurada el 1962 i té una capacitat annual d'onze milions de passatgers. Gestiona el trànsit internacional dels membres de Star Alliance, Jet2.com i altres aerolínies amb vols regulars i vols xàrter. Des de 1999 era la base de Thomas Cook Airlines fins al 2019, quan aquesta va fer faillida.[8]
- Terminal 2: Serveix principalment les aerolínies membres de SkyTeam. Des de 1993 i rep vols europeus i intercontinentals. És la base de l'aerolínia xàrter TUI Airways (antigament Thomson Airways).
- Terminal 3: inaugurada per Diana de Gal·les el maig de 1989. Els principals operadors de la terminal són Flybe, bmibaby i easyJet. Era una base de British Airways fins que BA va decidir centralitzar la majoria dels vols a Londres.

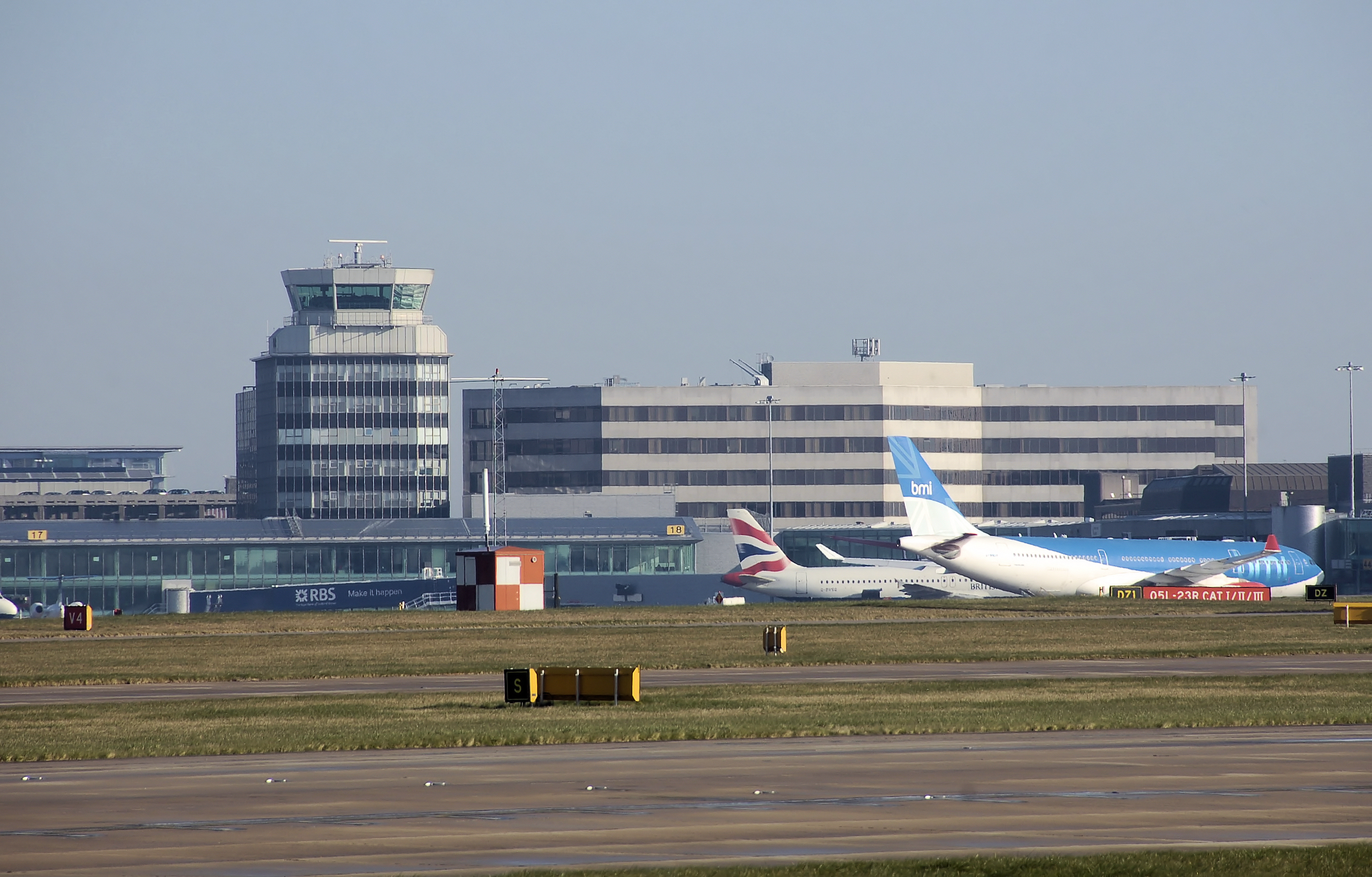
Vista exterior de l'aeroport des del sud.
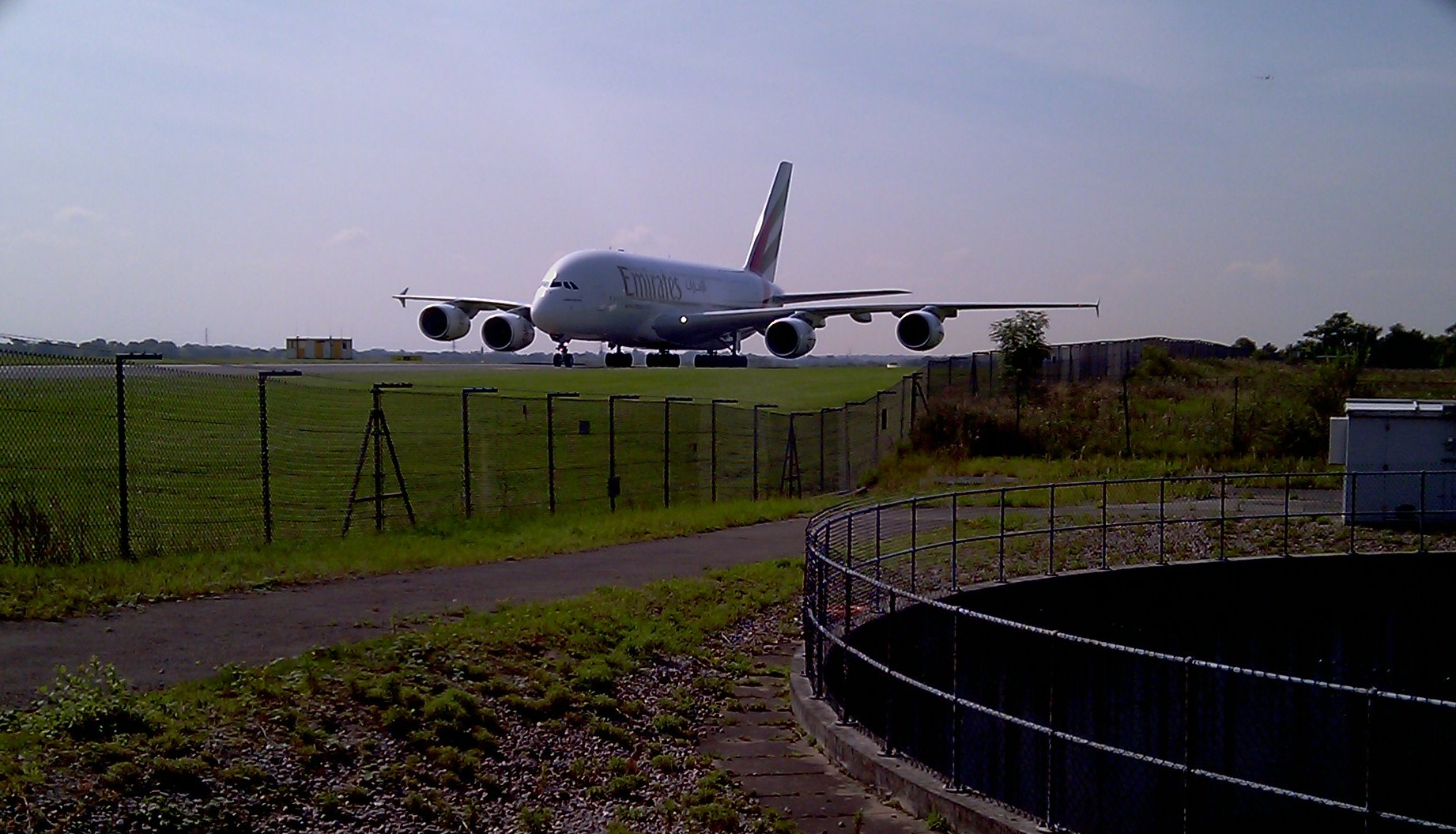
Airbus A380 d'Emirates aterrant a l'aeroport.
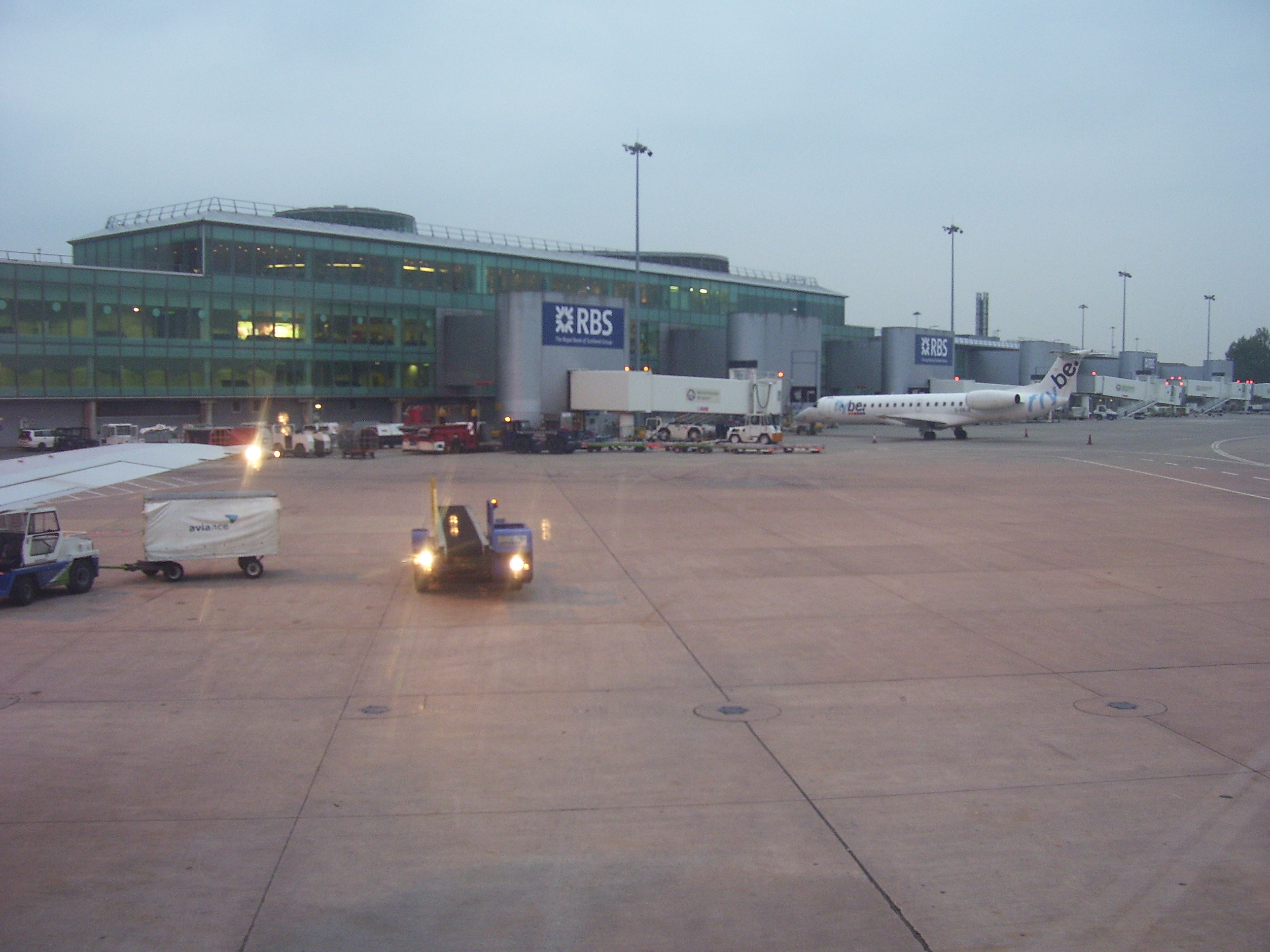
Vista exterior de la Terminal 3.
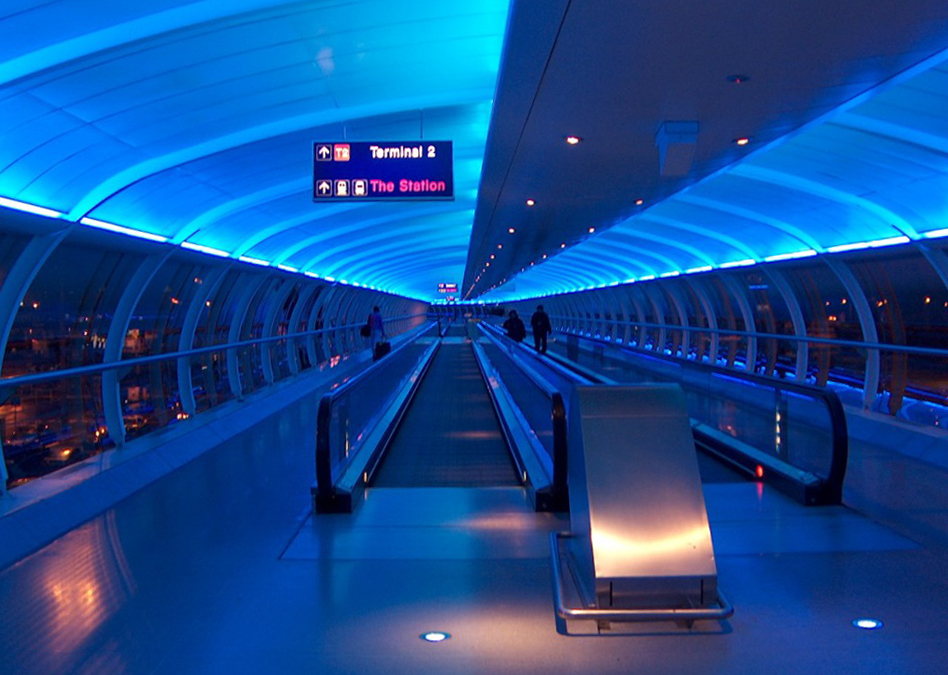
Passarel·la de connexió de la Terminal 1.

## Aerolínies i destinacions
Gairebé totes les grosses aerolínies serveixen l'aeroport. Ofereixen vols directes a més de dos cents destinacions a Europa, Amèrica del Nord, Orient Mitjà, Àsia i fins i tot parts d'Àfrica. Pel que fa els Països Catalans, el 2024 en sortien vols cap a Alacant, Barcelona, Eivissa, Girona, Maó, Palma, Reus i València.